# Chondrostoma olisiponensis
Chondrostoma olisiponensis är en fiskart som beskrevs av Gante, Santos och Ana C.R. Alves 2007. Chondrostoma olisiponensis ingår i släktet Chondrostoma och familjen karpfiskar. Inga underarter finns listade i Catalogue of Life.